# Playa del Inglés

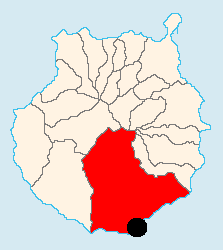
Playa del Inglés in San Bartolomé de Tirajana

Playa del Inglés ist ein Ortsteil der Gemeinde San Bartolomé de Tirajana an der Südküste Gran Canarias. Der Hauptwirtschaftszweig ist der Tourismus. Playa del Inglés bildet zusammen mit San Agustín und Meloneras, die ebenfalls zur Gemeinde San Bartolomé de Tirajana gehören, ein touristisches Zentrum namens Maspalomas. Aufgrund ihres langen, breiten Sandstrandes mit weitläufigen Dünen sind die Ortsteile bekannter als die Gemeinde, deren historischer Ortskern 23 Kilometer nördlich im Inneren der Insel liegt. Da sich wegen der seit den 1960er-Jahren anhaltenden Bautätigkeit der Bevölkerungsschwerpunkt der Gemeinde an die Küste verlagert hat, befinden sich seit einigen Jahren auch örtliche Behörden, wie die Gemeindeverwaltung, die lokale Polizei sowie das Amtsgericht hier. Im Jahr 2021 betrug die Einwohnerzahl 5.934.

## Ortsbild und Bebauungsplan
Auf den ersten Blick ist das Stadtbild von touristischen Beherbergungsbetrieben wie Hotels und Bungalowanlagen geprägt, die zu einem großen Teil in den 1960er- und 1970er-Jahren entstanden, als der Süden Gran Canarias für den Massentourismus erschlossen wurde.
In Playa del Inglés ist trotz verschiedener späterer Änderungen des Bebauungsplanes noch gut die differenzierte Gestaltung einzelner Straßen und Siedlungsteile zu erkennen. So waren einige Straßen (zum Beispiel die Avenida de Tirajana) gezielt als Einkaufsstraßen mit vielen Geschäften und mehrgeschossiger Hotelbebauung geplant. Dazwischen und besonders am westlichen und südöstlichen Ortsrand befinden sich mehrere Viertel, in denen eine lockere, stark durchgrünte Bebauung mit Gärten und freistehenden Bungalows im spanischen Stil vorherrscht. Die Qualität des Gesamteindrucks wurde in späteren Jahren dadurch gemindert, dass vorwiegend im Norden von Playa del Inglés bei Hotelneubauten die Anzahl der Stockwerke deutlich erhöht wurde.

## Kommerzielle Infrastruktur
Playa del Inglés verfügt über kein Stadtzentrum im klassischen Sinn; Geschäfte und Einkaufszentren sind relativ weit verstreut. Eine recht große Anzahl von Geschäften findet sich jedoch auf der Avenida de Tirajana, der Avenida de Alfereces Provisionales und der Avenida de Italia. Daneben gibt es über den Ort verstreute Shoppingcenter, wie beispielsweise „Cita“, „Kasbah“, „Yumbo“ und „Metro“. Das Warenangebot in den genannten Bereichen zielt weitgehend auf den touristischen Bedarf ab, das heißt, Supermärkte bieten typische mitteleuropäische beziehungsweise britische Lebensmittel an, dazu gibt es die üblichen Strandartikel und Souvenirs. Spanische beziehungsweise kanarische Lebensmittel sind eher in San Fernando zu finden. Darüber hinaus sind in den genannten Einkaufszentren zahlreiche Bars und Kneipen zu finden, in denen Liebhaber lokaler deutscher Biermarken auf ihre Kosten kommen. So gibt es z. B. Kölsch- und Altbier-Kneipen.
Playa del Inglés ist seit den 1970er Jahren ein beliebtes Urlaubsziel der europäischen Schwulen- und Lesbenszene. Die Szene konzentriert sich heutzutage ab abends vor allem in dem im Oktober 1982 eröffneten Shoppingcenter Yumbo, einem Einkaufszentrum mit Bars und Clubs. Seit etwa 2000 spricht der örtliche Hotel- und Tourismusverband die Zielgruppe bewusst an. Meist reist man mit einer üblichen Pauschalreise, inzwischen haben sich aber auch viele Spezialreiseveranstalter etabliert. Einige Hotels werben damit, dass sie Gay-friendly sind. Beliebt sind auch der FKK-Strand und, unter anderem als Cruising-Area, die nebenan gelegene Dünen. Seit 2001 findet jährlich der „Maspalomas Pride“ statt.

## Religion
Religiöses Zentrum von Playa del Inglés sind der Templo Ecuménico und das Centro Ecuménico (Ökumenisches Zentrum), die 1970 erbaut wurden und vornehmlich der katholischen und evangelischen Touristenseelsorge dienen. Im Ort gibt es sowohl ein katholisches als auch ein evangelisches Pfarramt, die auf deutschsprachige Seelsorge spezialisiert sind.

## Fotogalerie

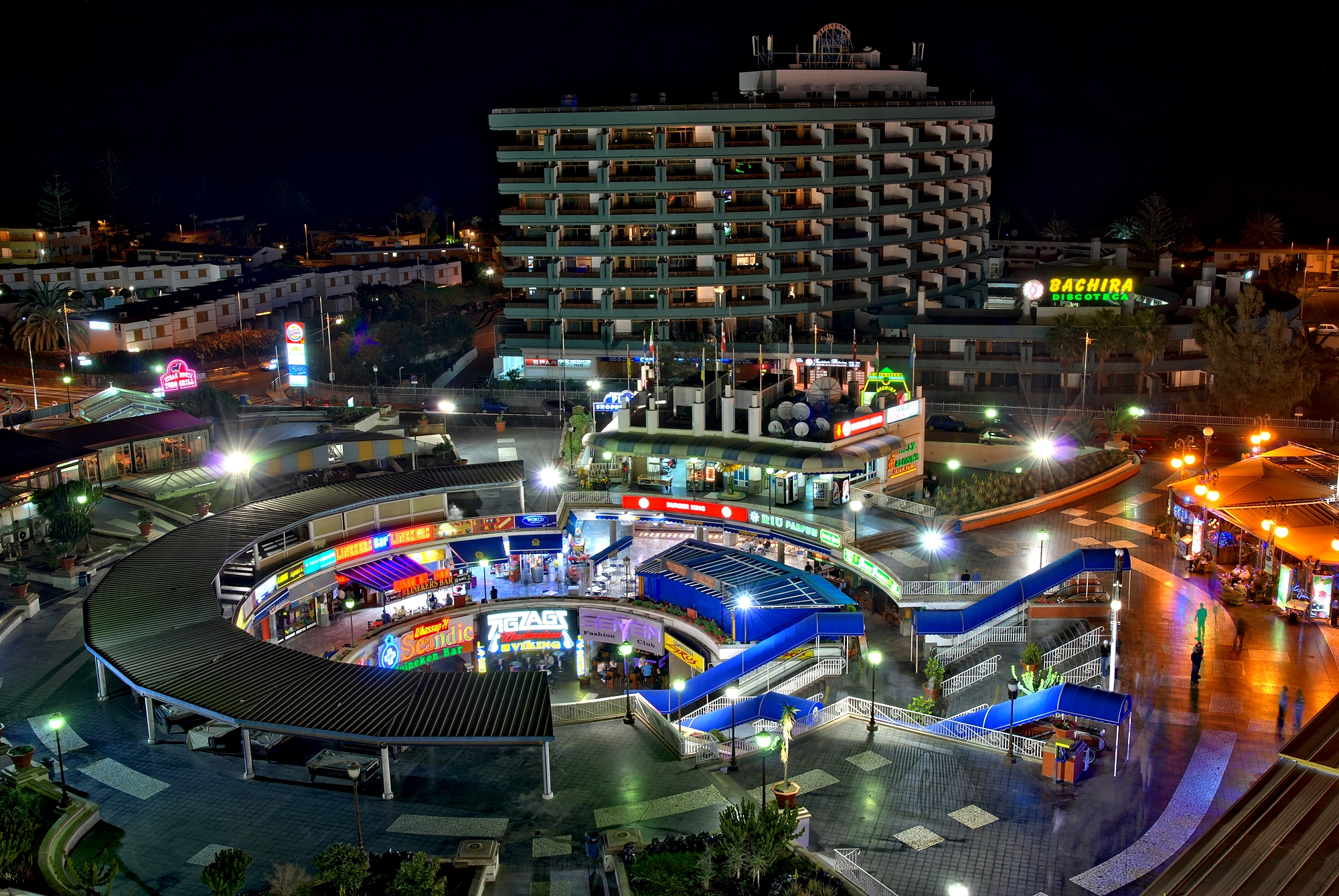
Plaza de Maspalomas
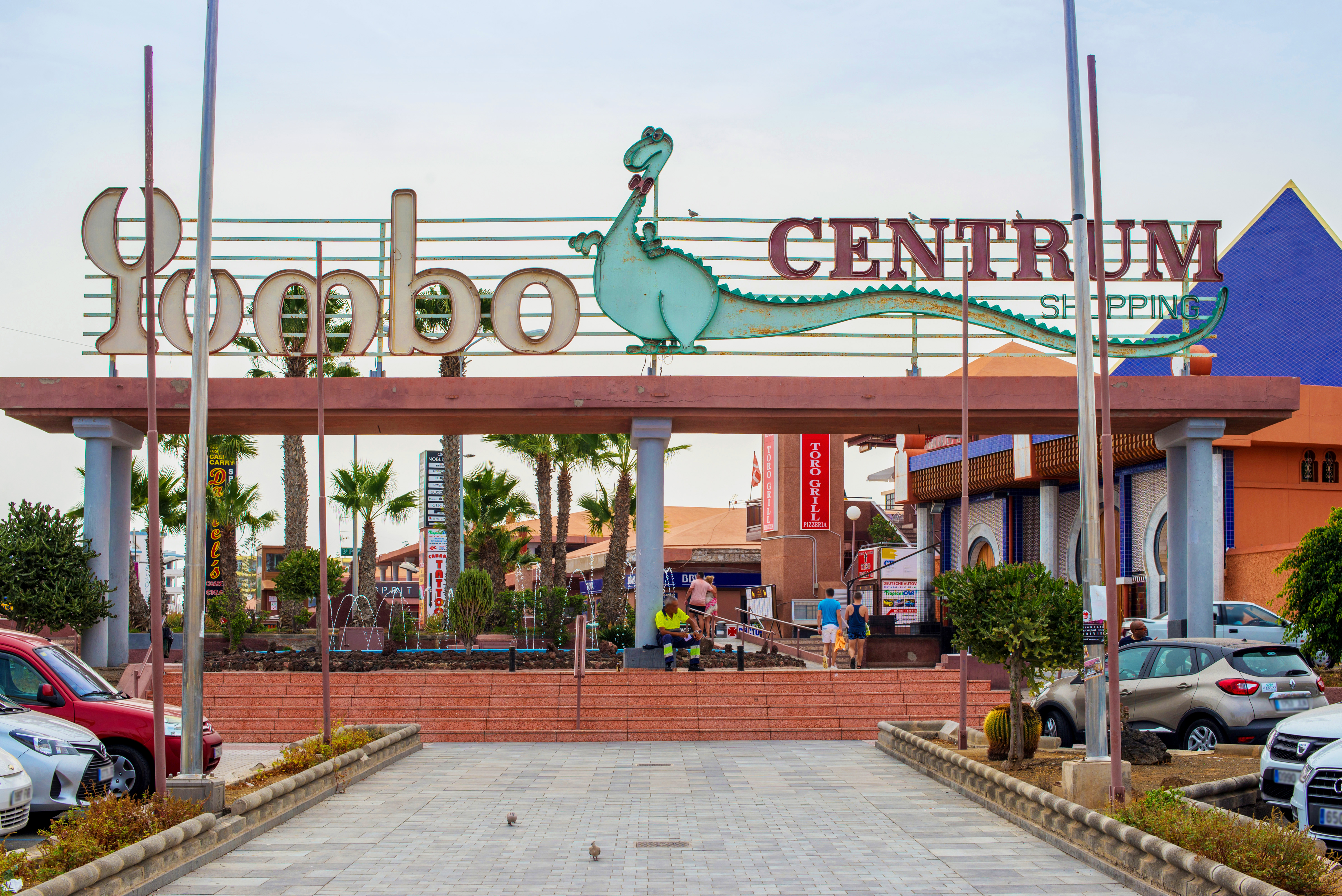
Yumbo-Center
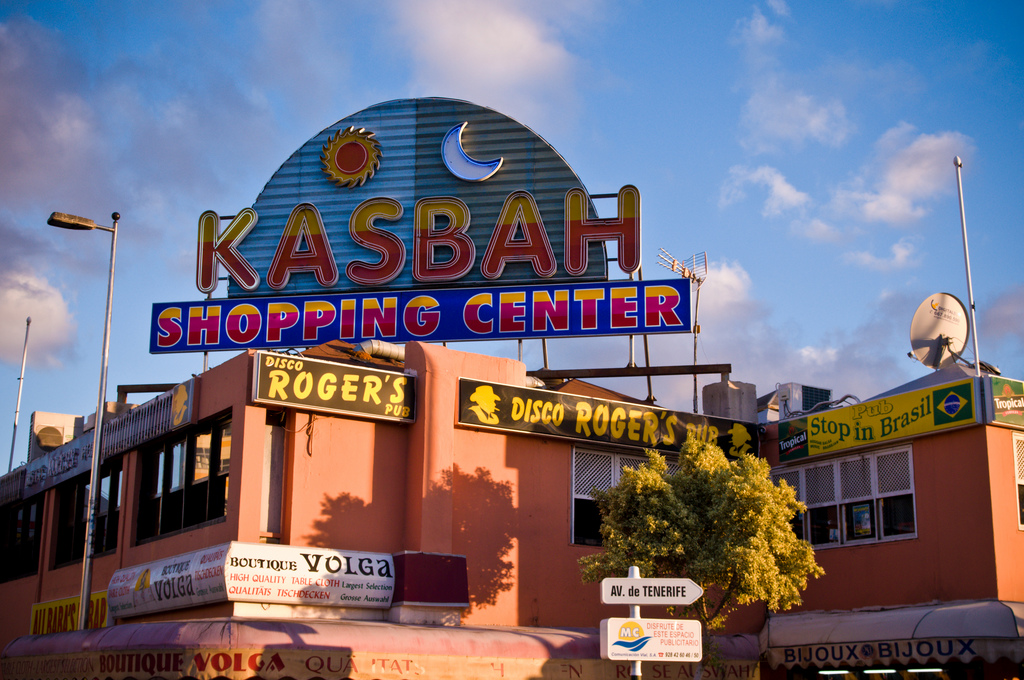
Einkaufszentrum Kasbah
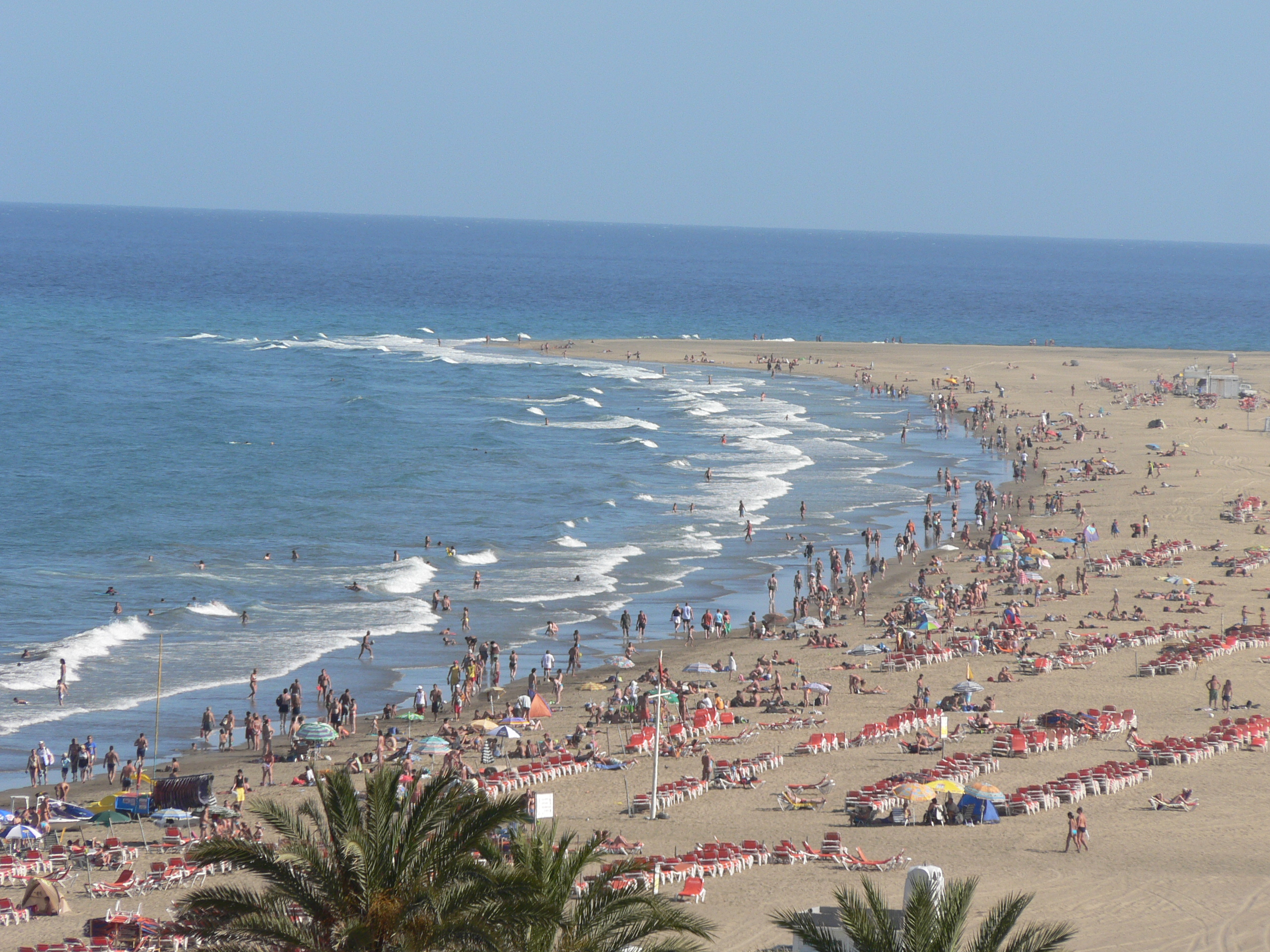
Sandstrand zwischen Playa del Inglés und Maspalomas
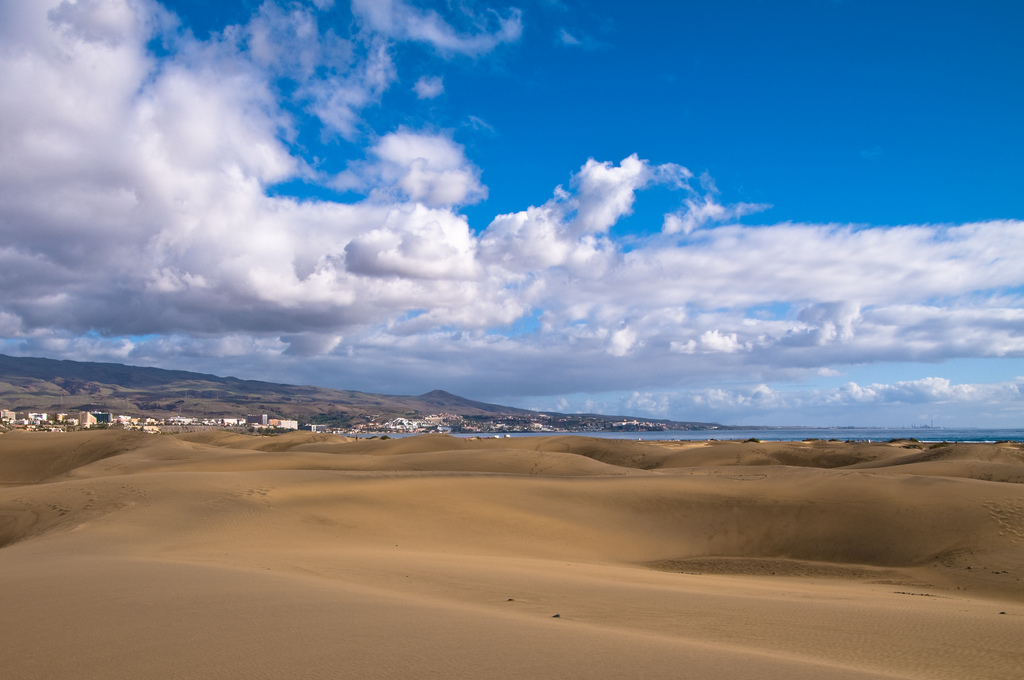
Dünenansicht
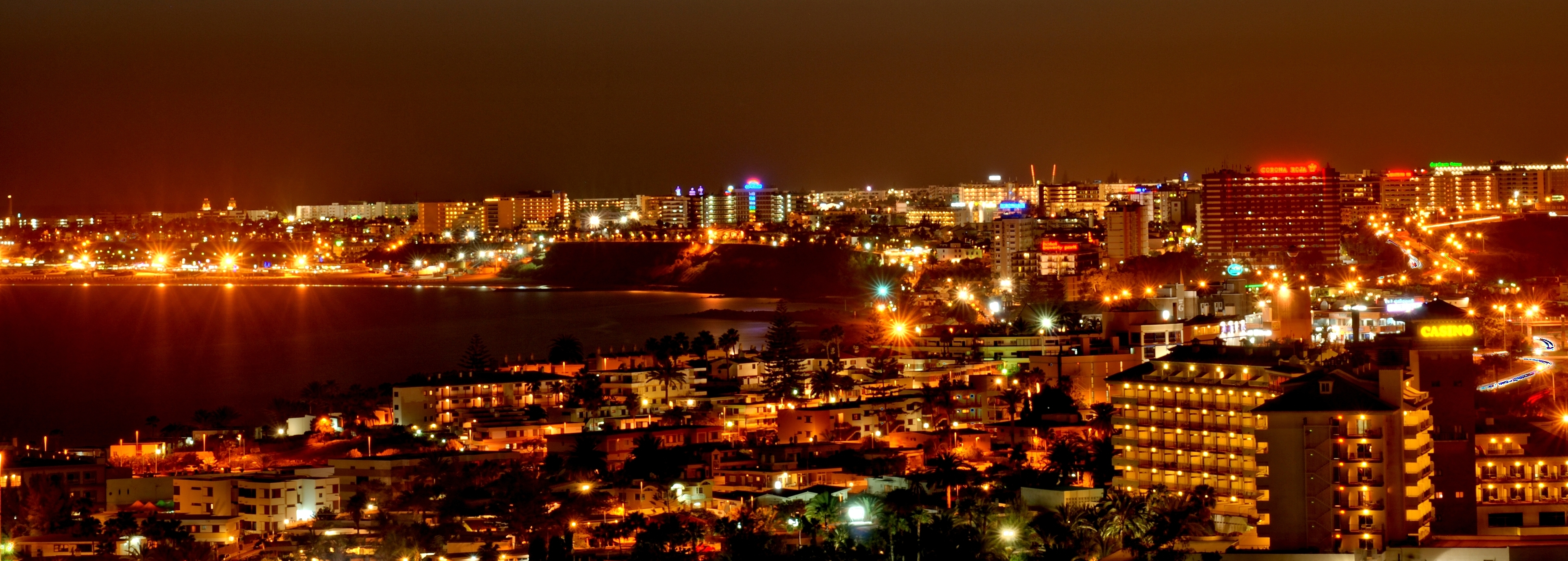
Bei Nacht